# Ruslan Ivanov
Pour les articles homonymes, voir Ivanov.
Ruslan Ivanov, né le 18 décembre 1973 à Chișinău, est un coureur cycliste moldave.

## Palmarès
- 1996
  - Cinturón a Mallorca
  - Tour de Yougoslavie
  - 7e étape du Tour de Bulgarie
  - 2e du Tour de Bulgarie
- 1997
  -  Champion de Moldavie sur route
  -  Champion de Moldavie du contre-la-montre
  - 5e étape des Sei Giorni del Sole
  - 9e étape du Girobio
  - Coppa Collecchio
  - 2e du Grand Prix d'Europe
  - 3e du Baby Giro
  - 3e du Trofeo Banca Popolare di Vicenza
- 1998
  -  Champion de Moldavie sur route
  -  Champion de Moldavie du contre-la-montre
  - Grand Prix d'Europe (avec Massimo Cigana)
  - 2e de Florence-Pistoia
- 2000
  -  Champion de Moldavie sur route
  - Tour de Toscane
- 2001
  - Semaine internationale Coppi et Bartali :
    - Classement général
    - 2e et 3e étapes

  - 2e étape du Tour du Trentin
  - 2eb étape du Regio-Tour (contre-la-montre)
  - 2e du Regio-Tour
  - 3e du championnat de Moldavie sur route
  - 2e du championnat de Moldavie du contre-la-montre
- 2002
  - Grand Prix de Lugano
  - 5e étape de la Semaine internationale Coppi et Bartali
  - 5e étape de la Semaine cycliste lombarde
- 2003
  - 5e étape du Tour d'Andalousie
  - 5e étape de la Semaine internationale Coppi et Bartali
  - 2e étape du Tour des Abruzzes
  - 4e étape du Brixia Tour
- 2005
  - 3e de Veenendaal-Veenendaal
- 2008
  - Classement final du Tour de Langkawi

## Résultats sur les grands tours

### Tour de France
1 participation
- 2002 : abandon (12e étape)

### Tour d'Italie
5 participations
- 1999 : 77e
- 2000 : abandon
- 2001 : 39e
- 2005 : 70e
- 2008 : 43e

### Tour d'Espagne
6 participations
- 1998 : 99e
- 1999 : abandon
- 2001 : abandon
- 2003 : abandon
- 2004 : 77e
- 2005 : abandon (10e étape)

## Classements mondiaux
| Année         | 2008 |
| ------------- | ---- |
| UCI Asia Tour | 11e  |